# Luis Navas
Luis Miguel Navas (2 de fevereiro de 1980) é um jogador de beisebol cubano.

## Carreira
Luis Navas consquistou uma medalha de prata nos Jogos Olímpicos de 2008.